# 张少琴
张少琴（1953年5月—），男，山西新绛人，中国材料学家、政治人物，现任中国民主建国会中央委员会副主席，中华全国总工会副主席。第十届全国政协委员，第十一届、十二届全国人大常委会委员。

## 生平
1972年1月参加工作。1972年到1974年，任山西省运城公路段测量设计队工人。1974年到1977年，在太原重型机械学院工程机械专业学习。1977年到1985年，任太原重型机械学院教师（其间，1983年到1985年在英国曼彻斯特大学理工学院做访问学者）。1985年到1987年，任太原重型机械学院力学实验室主任。1987年到1989年，在美国奥本大学复合材料专业学习，获得博士学位。1989年到1990年，任美国俄亥俄州立大学复合材料专业博士后。1990年到1997年，任新加坡国家标准与工业研究院主任研究员、首席工程师、复合材料研究中心副主任。1997年到1999年，任太原重型机械学院院长助理、数理系主任、应用科学系主任。1999年到2000年，任太原重型机械学院常务副院长。2000年到2003年，任太原重型机械学院院长。
2003年1月到2008年1月，任山西省人民政府副省长。2003年5月加入中国民主建国会（民建），后来至2007年任民建山西省委主委。2007年，当选民建第九届中央副主席。2007年12月，中国民主建国会第九次全体代表大会在北京举行。12月20日，大会选举产生新一届中央委员会，他当选为副主席、山西省委主委。2008年到2013年，任第十一届全国人大常委会副秘书长，民建中央专职副主席。2013年10月，兼任中华全国总工会副主席。2013年10月20日，中国工会第十六次全国代表大会在北京召开，选举产生284名执行委员和执行委员会。10月21日，中华全国总工会第十六届执行委员会第一次全体会议选举他出任副主席。2018年10月25日，中华全国总工会第十七届执行委员会召开第一次全体会议，选举全总十七届执委会主席、副主席和主席团委员，他当选为全总副主席。
2013年至2014年，任第十二届全国人大常委会副秘书长。